# Licínio de Almeida
Licínio de Almeida é um município brasileiro do estado da Bahia, distante cerca de 744 km da capital, Salvador. Sua população estimada em 2022 era de 11 834 habitantes. Este é um dos 24 municípios que compõe o Território de Identidade Sudoeste Baiano .

## História
A ocupação do território de Licínio de Almeida remonta ao século XVIII, com a descoberta de jazidas de ametista e minério de ferro na região e de ouro em Rio de Contas.
Com a construção de uma ferrovia pela Rede Ferroviária Federal, na década de 1940, formou-se, na Fazenda Gado Bravo, da família Soares desde o início do século XIX, a povoação de Gado Bravo, que servia de base para os trabalhadores da ferrovia.
Em 30 de dezembro de 1953, a Lei Estadual n° 628 elevou o povoado de Gado Bravo à categoria de distrito, com o nome de Licínio de Almeida, em homenagem a um dos engenheiros construtores da ferrovia. Posteriormente, em 12 de abril de 1962, a Lei Estadual nº 1.670 criou o município de Licínio de Almeida, com território desmembrado de Urandi e Jacaraci, sendo instalado em 7 de abril de 1963.
Licínio de Almeida teve os seguintes prefeitos desde a sua emancipação: Mário Moraes Santana (1963-1967), Osmário Fernandes da Rocha (1967-1971), Carlos Neri Borborema (1971-1973), Neormisio Mascarenhas de Souza (1973-1977), Eudimirar Pereira Donato (1977-1983), Alfredo Pereira Santos (1983-1989, 1993-1997), Cosme Silveira Cangussú (1989-1993, 2001-2005, 2005-2009), Áureo Mendes da Silva (1997-2000),  Alan Lacerda Leite (2009-2013, 2013-2017), Frederico Vasconcellos Ferreira (2017-2021, 2021-2025) e Roney Francisco Cotrim (2025-atualidade).